# Тарамит
Тарамит — редкий минерал из класса силикатов (иносиликатов) подгруппы натрий - кальциевых амфиболов. Был открыт в 1923 году минералогом Юзефом Морозевичем.

## Открытие и название
Тарамит обязан своим названием месту Вали-Тарама (балка на реке Кальмиус, село Дмитриевка), которое расположено неподалёку от Мариуполя. Образцы минерала, на основании которых польский геолог и минералог Юзеф Морозевич составил его описание, были найдены в 1923 году.

## Кристаллография и физические свойства
Сингония — Моноклинная
Параметры ячейки — a = 9.92Å, b = 18.13Å, c = 5.35Å
β = 105,84°
Отношение — a: b: c = 0.547 : 1 : 0.295
Объём элементарной ячейки — V 925.66 Å³ (рассчитано по параметрам элементарной ячейки)
Чаще всего тарамит выделяется в виде плоских вытянутых кристаллов. Иногда они бывают уплотнёнными в массе, образованной другими минералами, преимущественно силикатами. Тарамит может образовывать включения, например, в гранитах. Крупнейшие кристаллы, образовавшиеся при правильной кристаллизации, достигают 10 сантиметров. Образованию длинных волокнистых кристаллов способствует внутренняя структура, представленная в виде двойной цепочки тетраэдров кремнезёма, которая характерна всем иносиликатам группы амфиболов.
Внутренняя структура определяет не только внешний вид кристаллов, но и ряд физических свойств минерала. Одно из таких свойств — спайность. Угол между двумя плоскостями спайности составляет от 120 до 60°, что даёт постоянное ромбическое сечение.
Наиболее похожими на тарамит являются рихтерит, ряд актинолитов и тремолит.

## Химический состав
Одной из характерных черт тарамита является сложный химический состав. Существует ряд примесей, которые незначительно меняют физические свойства минерала (титан, марганец, калий, фтор и хлор). При замещениях наблюдаются более сильные изменения, которые могут приводить к образованию новых минералов. Примерами могут служить магнезиотарамит, в котором значительная часть атомов железа замещена магнием, а также открыты в 1978 году ферротарамит, в котором значительная часть алюминия замещена железом.

## Месторождения
Основными горными породами залегания тарамита являются нефелиновые сиениты и щелочные гнейсы, где он образовывает дайки и жилы. Также тарамит часто встречается в эклогитах. Основные залежи тарамита располагаются в Вали-Тарама (Украина), на Урале (Россия), в провинции Цзянсу (Китай), в Танзании (Мбози), Сомали (Борама), в провинции Онтарио (Канада), в Бразилии, Италии (Пьемонт), в провинции Хаэн (Испания) и на Луаре (Франция).